# Sportfilm
Sportfilm is een filmgenre, waarbinnen films vallen waarin een sport centraal onderdeel uitmaakt van de plot. 
Sportfilms draaien meestal om individuele sporters of sportteams die de sport die in de film centraal staat beoefenen. Een veelgebruikte plot is dat deze sporter of dit team deel wil nemen aan een grote wedstrijd of evenement. Het merendeel van de film focust dan op de voorbereidingen die de protagonist treft voor de wedstrijd, waarna de wedstrijd zelf in de climax wordt gehouden.
Sportfilms kunnen worden ingedeeld naar de sport die erin centraal staat, zoals voetbal, atletiek of worstelen.